# Rhopalomyia terskeica
Rhopalomyia terskeica är en tvåvingeart som beskrevs av Fedotova 1995. Rhopalomyia terskeica ingår i släktet Rhopalomyia och familjen gallmyggor.
Artens utbredningsområde är Kazakstan. Inga underarter finns listade i Catalogue of Life.